# Bert Cook
Bertram Eugene Cook, detto Bert (Hooper, 26 aprile 1929 – Roy, 24 novembre 1998), è stato un cestista statunitense, professionista nella NBA.

## Carriera
Dopo le esperienze giovanili con la Weber County High School e la Utah State University, venne selezionato dai New York Knicks nel Draft NBA 1952.
Con i Knicks giocò per una stagione nella NBA.